# Wereldkampioenschappen klifduiken 2015
De wereldkampioenschappen klifduiken 2015 werden van 3 tot en met 5 augustus 2015 gehouden in de Kazanka in Kazan, Rusland. Het toernooi was integraal onderdeel van de wereldkampioenschappen zwemsporten 2015. Het was voor de tweede keer dat deze zwemdiscipline op het programma stond.

## Programma
| V | Voorronde | Goud | Finale |

| klifduiken (m) |  |  |      |      | Goud | Goud |  |
|                |  |  |      |      |      |      |  |
| klifduiken (v) |  |  | Goud | Goud |      |      |  |
| Totaal         |  |  | 1    | 1    | 1    | 1    |  |

## Medailles

### Medaillewinnaars
| Onderdeel | Goud | Goud             | Zilver | Zilver           | Brons | Brons            |
| --------- | ---- | ---------------- | ------ | ---------------- | ----- | ---------------- |
| Mannen    | GBR  | Gary Hunt        | MEX    | Jonathan Paredes | RUS   | Artem Siltsjenko |
| Vrouwen   | USA  | Rachelle Simpson | USA    | Cesilie Carlton  | BLR   | Jana Nestsjareva |

### Medaillespiegel
| Plaats | Land                | Goud | Zilver | Brons | Totaal |
| 1      | Verenigde Staten    | 1    | 1      | 0     | 2      |
| 2      | Verenigd Koninkrijk | 1    | 0      | 0     | 1      |
| 3      | Mexico              | 0    | 1      | 0     | 1      |
| 4      | Rusland             | 0    | 0      | 1     | 1      |
| 4      | Wit-Rusland         | 0    | 0      | 1     | 1      |
| Totaal | Totaal              | 2    | 2      | 2     | 6      |